# Coppa dei Campioni d'Africa 1964
La Coppa dei Campioni d'Africa 1964 è stata la prima edizione del massimo torneo calcistico africano per squadre di club maggiori maschili.

## Risultati

### Turno preliminare
- Real Republicans qualificato automaticamente alla fase finale come nazione ospitante.

#### Zona nord-est
Era previsto un torneo con formula ad eliminazione diretta, con le seguenti partecipanti:
- Al-Hilal Omdurman ritiratosi prima della disputa della semifinale.
- Tersana, qualificato automaticamente alla finale, ma ritiratosi prima della sua disputa.
- Cotton FC, qualificato alla fase finale per il ritiro delle altre avversarie.

#### Zona ovest

##### Quarti di finale
| Squadra 1    | Totale | Squadra 2          | Andata | Ritorno |
| ------------ | ------ | ------------------ | ------ | ------- |
| Stade Malien | 5 - 1  | Espoir Saint-Louis | 4 - 0  | 1 - 1   |
| Sily         | 6 - 4  | Invincible Eleven  | 4 - 1  | 2 - 3   |
| ASEC Mimosas | a tav. | Étoile Lomé        | -      | -       |
| Porto-Novo   | a tav. | Port Harcourt      | -      | -       |

##### Semifinale
| Squadra 1  | Totale | Squadra 2    | Gara 1 | Gara 2 | Gara 3 |
| ---------- | ------ | ------------ | ------ | ------ | ------ |
| Sily       | 6 - 7  | Stade Malien | 4 - 2  | 0 - 2  | 2 - 3  |
| Porto-Novo | 3 - 5  | ASEC Mimosas | 2 - 1  | 1 - 4  |        |

##### Finale
| Squadra 1    | Totale | Squadra 2    | Andata | Ritorno |
| ------------ | ------ | ------------ | ------ | ------- |
| Stade Malien | 9 - 7  | ASEC Mimosas | 3 - 3  | 6 - 4   |

#### Zona centro-sud ovest
| Squadra 1   | Totale | Squadra 2 | Andata | Ritorno |
| ----------- | ------ | --------- | ------ | ------- |
| Oryx Douala | 4 - 2  | CS Imana  | 3 - 2  | 2 - 2   |

### Fase finale

#### Tabellone
|  | Semifinali       | Semifinali       | Semifinali   |              |             | Finale           | Finale           | Finale          |  |
|  |                  |                  |              |              |             |                  |                  |                 |  |
|  | Real Republicans | Real Republicans | 1            |              |             |                  |                  |                 |  |
|  | Real Republicans | Real Republicans | 1            |              |             |                  |                  |                 |  |
|  | Oryx Douala      | Oryx Douala      | 2            |              |             |                  |                  |                 |  |
|  | Oryx Douala      | Oryx Douala      | 2            |              | Oryx Douala | Oryx Douala      | 2                |                 |  |
|  |                  |                  |              |              | Oryx Douala | Oryx Douala      | 2                |                 |  |
|  |                  |                  | Stade Malien | Stade Malien | 1           |                  |                  |                 |  |
|  | Cotton FC        | Cotton FC        | Stade Malien | Stade Malien | 1           | 1                |                  |                 |  |
|  | Cotton FC        | Cotton FC        |              |              |             | 1                |                  |                 |  |
|  | Stade Malien     | Stade Malien     | 3            |              |             | Finale 3º posto  | Finale 3º posto  | Finale 3º posto |  |
|  | Stade Malien     | Stade Malien     | 3            |              |             |                  |                  |                 |  |
|  |                  |                  |              |              |             |                  |                  |                 |  |
|  |                  |                  |              |              |             | Real Republicans | Real Republicans | 3               |  |
|  |                  |                  |              |              |             | Real Republicans | Real Republicans | 3               |  |
|  |                  |                  |              |              |             | Cotton FC        | Cotton FC        | 1               |  |

#### Semifinali
| Accra 31 gennaio 1965                                            | Real Republicans | 1 – 2                | Oryx Douala | Accra Sports Stadium (50 000 spett.) |
| \| \| \| \| \| Tawiah 2’ \| Marcatori \| 63’ Ebellé 75’ Epeté \| |                  |                      |             |                                      |
|                                                                  |                  |                      |             |                                      |
| Tawiah 2’                                                        | Marcatori        | 63’ Ebellé 75’ Epeté |             |                                      |

| Kumasi 4 febbraio 1965                                                       | Cotton FC | 1 – 3                    | Stade Malien | Sports Stadium (25 000 spett.) |
| \| \| \| \| \| Diallo 68’ (aut.) \| Marcatori \| 5’, 54’ Keïta 50’ Sinaté \| |           |                          |              |                                |
|                                                                              |           |                          |              |                                |
| Diallo 68’ (aut.)                                                            | Marcatori | 5’, 54’ Keïta 50’ Sinaté |              |                                |

#### Finale per il terzo posto
| Accra 5 febbraio 1965                                                                    | Real Republicans | 3 – 1       | Cotton FC | Accra Sports Stadium (50 000 spett.) |
| \| \| \| \| \| Pare 57’ Gbadamosi 65’ Odametey 79’ (rig.) \| Marcatori \| 50’ Abdelle \| |                  |             |           |                                      |
|                                                                                          |                  |             |           |                                      |
| Pare 57’ Gbadamosi 65’ Odametey 79’ (rig.)                                               | Marcatori        | 50’ Abdelle |           |                                      |

#### Finale
| Arbitro: | Arthur |

|                     |           |            |
| Koum 41’ Ebellé 65’ | Marcatori | 85’ Sinaté |